# Лисуха (Іванівський район)
Лисуха (біл. Лысуха) — село в Білорусі, в Іванівському районі Берестейської області. Орган місцевого самоврядування — Молодівська сільська рада.

## Історія
У 1921 році село входило до складу гміни Дружиловичі Дорогичинського повіту Поліського воєводства Польської Республіки.

## Населення
За переписом населення Білорусі 2009 року чисельність населення села становило 8 осіб.
Станом на 10 вересня 1921 року в селі налічувалося 6 будинків та 37 мешканців, з них:
- 18 чоловіків та 19 жінок;
- 37 православних;
- 37 українців (русинів).